# Jule (Würfelspiel)
Jule ist ein Würfelspiel mit einem einzelnen Würfel für beliebig viele Mitspieler. Neben diesem Spiel werden jedoch auch andere Würfelspiele, vor allem das Schocken, häufig als Jule bezeichnet.
In Spielesammlungen werden „Jule“ und die „Stumme Jule“ regelmäßig in die entsprechenden Regelhefte aufgenommen.

## Spielweise

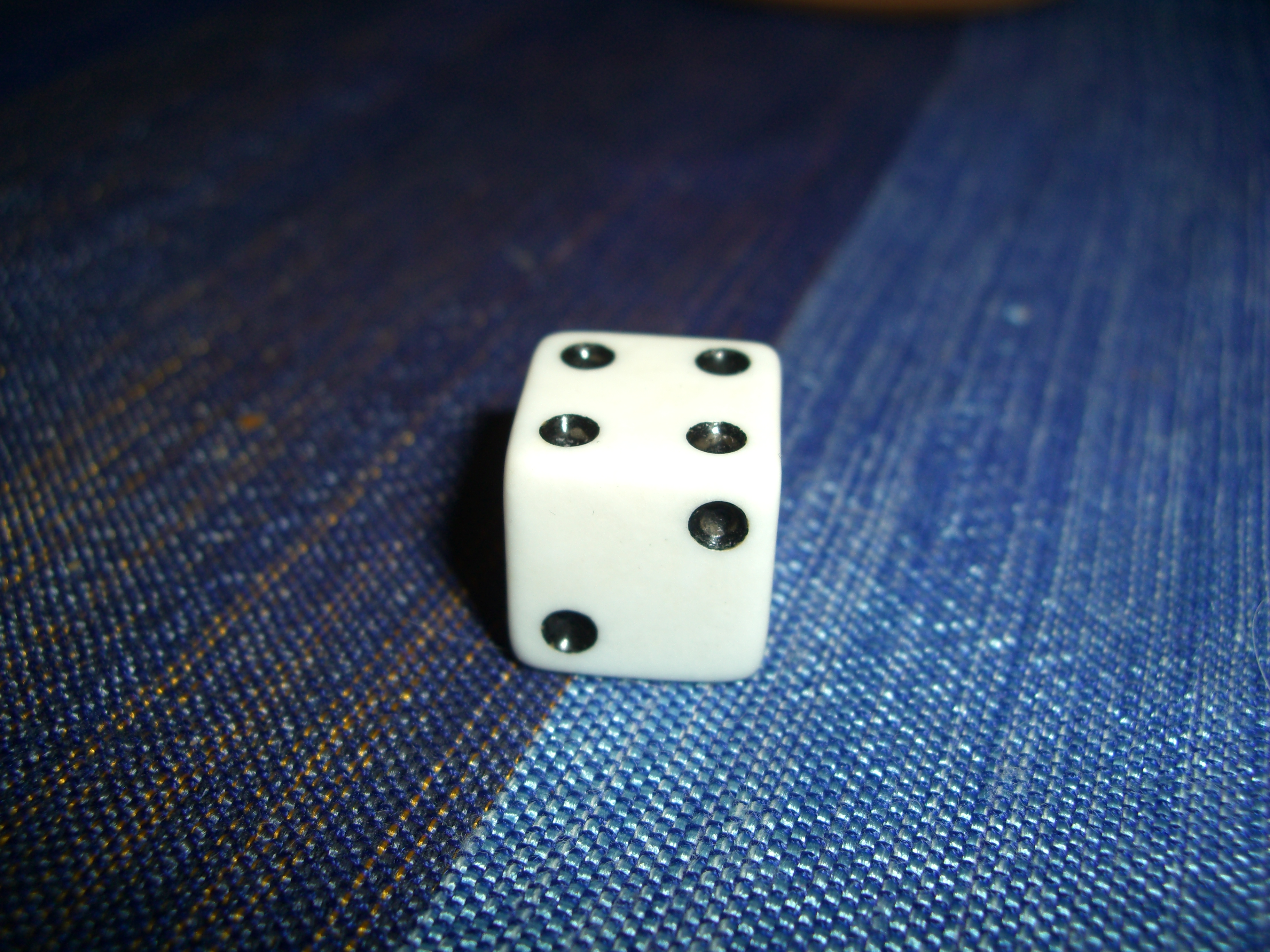
Jule wird mit einem einzelnen Würfel gespielt.

Bei dem Spiel wird reihum gewürfelt. Die Mitspieler versuchen dabei, so schnell wie möglich nacheinander die Werte 1 bis 6 in der richtigen Zählfolge zu werfen. Sobald ein Spieler eine Eins geworfen hat, wird diese notiert; in der folgenden Runde versucht er dann die Zwei usw. zu werfen. Hat ein Spieler alle Zahlen von 1 bis 6 geworfen, kehrt sich die Reihenfolge um, und beginnend mit einer weiteren Sechs versucht er, zurück bis zur Eins zu kommen, und streicht die gewürfelten Zahlen wieder ab. Gewonnen hat der Spieler, der zuerst alle Zahlen gewürfelt und danach wieder abgestrichen hat.
In der Variante Stumme Jule darf während des Spiels nicht gesprochen werden. Ein Spieler, der trotzdem redet, muss von vorn beginnen.

## Belege
1. ↑  Die große Spiele-Sammlung - Premium-Edition (Memento des Originals vom 5. April 2016 im Internet Archive)  Info: Der Archivlink wurde automatisch eingesetzt und noch nicht geprüft. Bitte prüfe Original- und Archivlink gemäß Anleitung und entferne dann diesen Hinweis.. Regelheft der Spielesammlung von Schmidt Spiele; S. 13.
2. ↑  100er Spielesammlung (Memento des Originals vom 26. März 2016 im Internet Archive)  Info: Der Archivlink wurde automatisch eingesetzt und noch nicht geprüft. Bitte prüfe Original- und Archivlink gemäß Anleitung und entferne dann diesen Hinweis.. Spielregelheft der Spielesammlung des Nürnberger Spielkartenverlags; S. 15.
3. 1 2  Robert E. Lembke: Das große Haus- und Familienbuch der Spiele. Lingen Verlag, Köln o. J.; S. 240.
4. ↑  „Stumme Jule“ In: Erhard Gorys: Das Buch der Spiele. Manfred Pawlak Verlagsgesellschaft, Herrsching o. J.; S. 403.